# Гефеніх
Гефеніх (нім. Gevenich) — громада в Німеччині, розташована в землі Рейнланд-Пфальц. Входить до складу району Кохем-Целль. Складова частина об'єднання громад Ульмен.
Площа — 7,12 км2. Населення становить 695 ос. (станом на 31 грудня 2020).